# Saint-Gervais (Vendée)
Saint-Gervais is een gemeente in het Franse departement Vendée (regio Pays de la Loire) en telt 1648 inwoners (1999). De plaats maakt deel uit van het arrondissement Les Sables-d'Olonne.

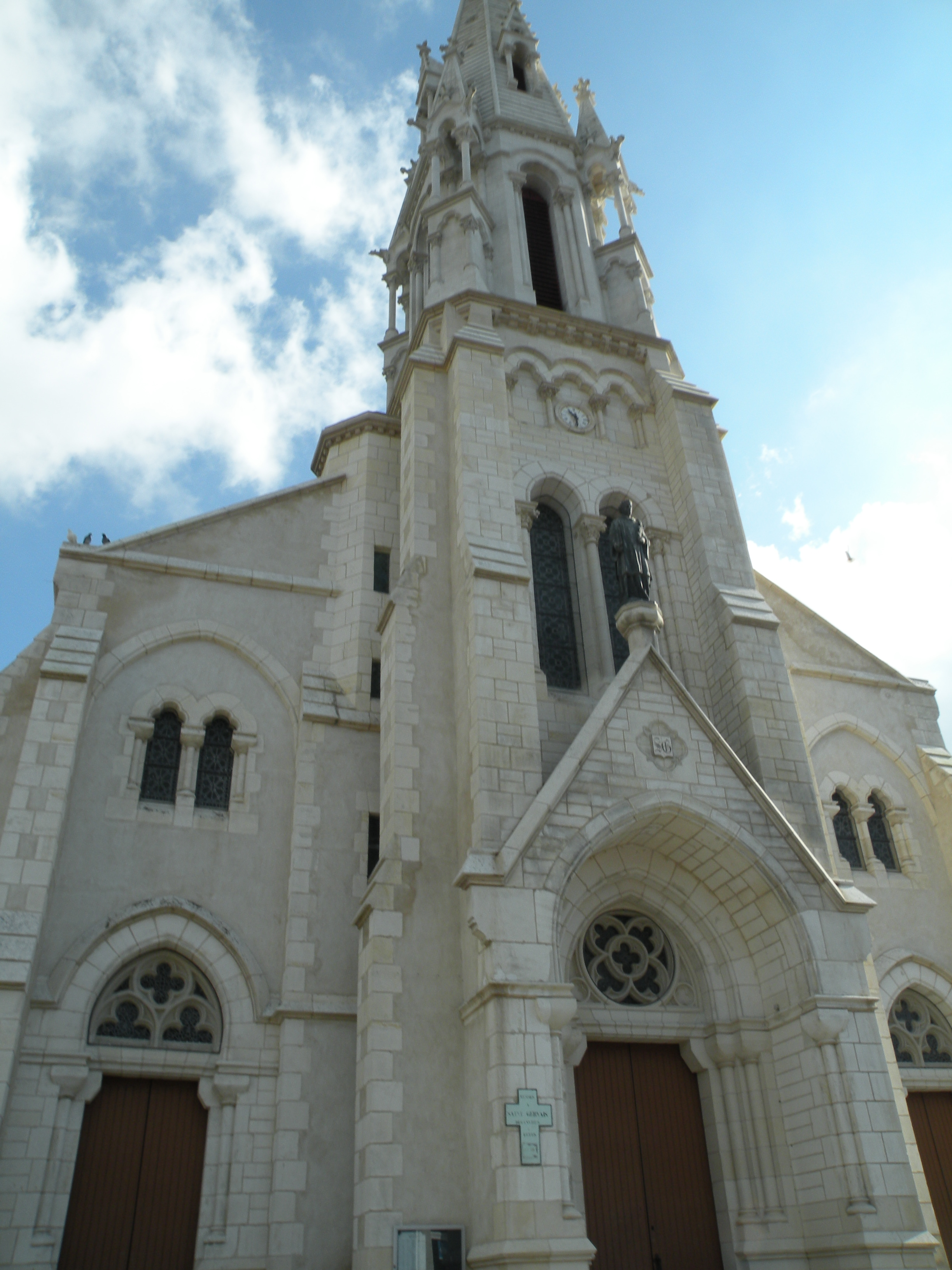
Kerk van Saint-Gervais
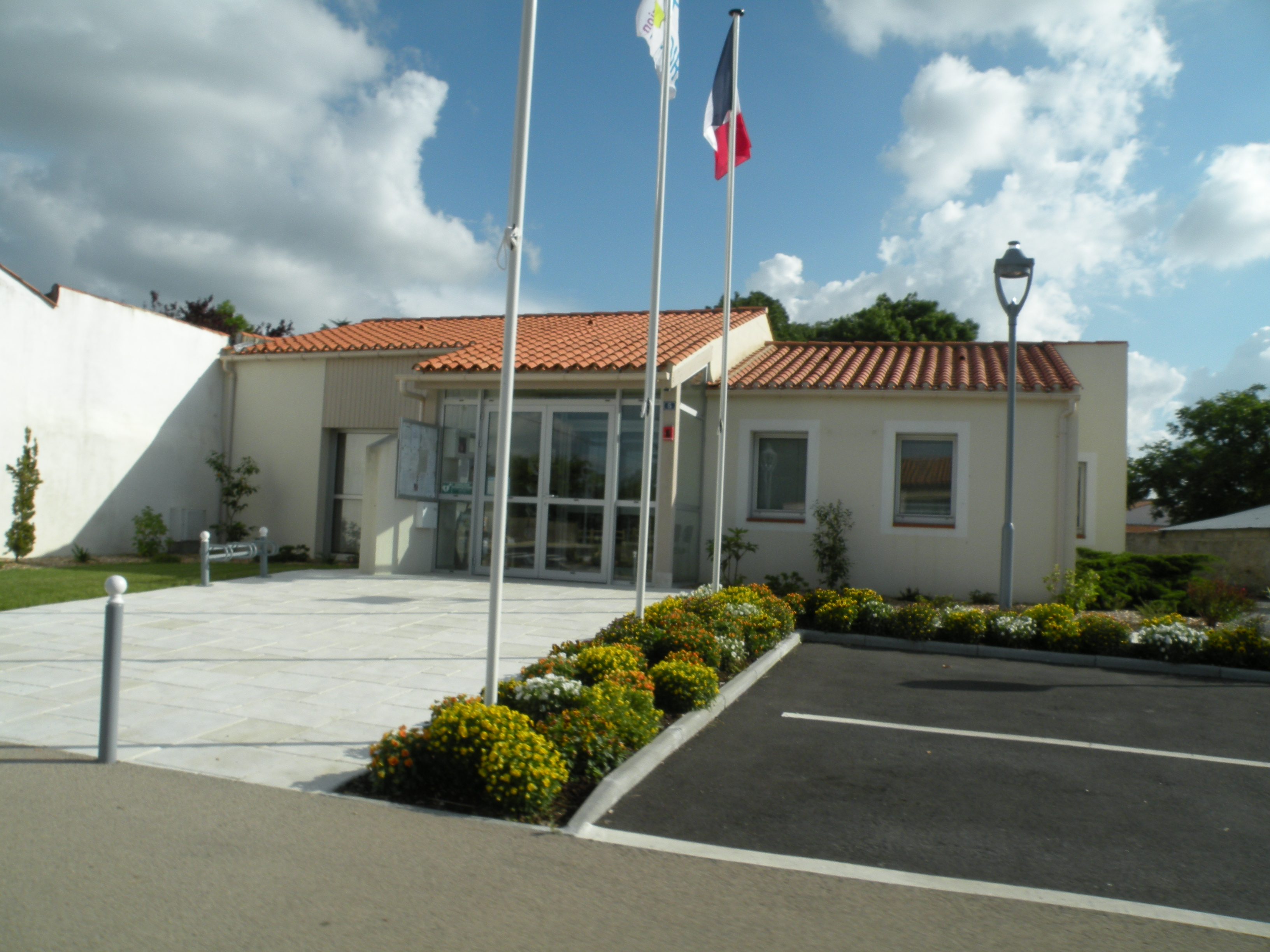
Gemeentehuis

## Geografie
De oppervlakte van Saint-Gervais bedraagt 41,8 km², de bevolkingsdichtheid is 39,4 inwoners per km².
De onderstaande kaart toont de ligging van Saint-Gervais (Vendée) met de belangrijkste infrastructuur en aangrenzende gemeenten.

## Demografie
Onderstaande figuur toont het verloop van het inwonertal (bron: INSEE-tellingen).

1. ↑  Populations de référence 2022.